# Alfredo Milano
Alfredo Milano (fl. XX secolo) è stato un allenatore di calcio e calciatore italiano, di ruolo centrocampista.

## Carriera
A partire dalla stagione 1922-1923, disputa complessivamente con il Novara 46 partite in massima serie segnando 5 gol fino alla stagione 1924-1925.
In seguito milita nella Sestese, fino al 1930.